# Aeropuerto Internacional de Kano Mallam Aminu
El Aeropuerto Internacional de Kano Mallam Aminu (IATA: KAN, OACI: DNKN) se encuentra en Kano, una ciudad de Nigeria. Es el principal aeropuerto que atiende al norte de Nigeria y recibe su nombre del político nigeriano Aminu Kano. El aeropuerto consiste en terminales internacional y doméstica. Ambas terminales comparten pista. Se inició la construcción de una nueva terminal doméstica, aunque nunca ha sido completada.

## Historia
El Aeropuerto Internacional de Kano Mallam Aminu es el más antiguo de Nigeria, con vuelos desde 1936. En sus primeros años el aeropuerto se convirtió en una importante parada técnica de reportaje para las aerolíneas que efectuaban vuelos de larga distancia entre Europa y África. Las aeronaves más modernas no precisaban parar a repostar tan a menudo, y con el declive de la economía de Kano a finales del siglo XX, muchas aerolíneas internacionales dejaron de operar en el aeropuerto. KLM Royal Dutch Airlines es la única aerolínea europea que actualmente opera en Kano, operando sin interrupción de 1947. Esto convierte a KLM Royal Dutch Airlines en la aerolínea extranjera que ha operado en Nigeria durante más tiempo. Actualmente la mayoría de vuelos internacionales son para transportar a la gran comunidad libanesa en Kano y los peregrinajes musulmanes a la Meca.

## Instalaciones
El aeropuerto cuenta con vuelos tanto civiles como militares. La pista 06/24 es utilizada principalmente para vuelos civiles, mientras que la pista 05/23 es utilizada principalmente por la base de la Fuerza Aérea Nigeriana que se encuentra en el lado sur del aeropuerto. Pero la pista 05/23 fue utilizada por todas las operaciones, cuando la pista principal fue rehabilitada a comienzos del siglo XXI. Entre ambas pistas se ubica la terminal. 
La terminal principal con la torre de control atiende los vuelos de cabotaje e internacionales operados por Arik Air. Las instalaciones en la zona de salidas son mínimas, con un kiosko en la zona de mostradores, y un pequeño bar en la zona aire. Hay una pequeña sala VIP para los pasajeros de clase business. Las tiendas libres de impuestos están actualmente cerradas. En la zona de llegadas hay un pequeño bar y una oficina de correos.
En el lado sur del aeropuerto, a lo largo de la pista 06/24, se encuentra la terminal doméstica que actualmente atiende las operaciones de Bellview Airlines (Nigeria) e IRS Airlines. Las instalaciones cuentan con un kiosko y un pequeño bar. 
Se inició la construcción de una nueva terminal doméstica, adyacente al edificio principal, a comienzos del siglo XXI. La construcción fue sin embargo abandonada. El operador del aeropuerto, la Dirección Federal de Aeropuertos de Nigeria (FAAN), espera que los trabajos en la nueva terminal sean pronto retomados.

## Aerolíneas y destinos
| Aerolíneas           | Destinos             |
| -------------------- | -------------------- |
| Arik Air             | Abuya, Lagos         |
| Dana Air             | Abuya, Lagos         |
| EgyptAir             | Cairo                |
| IRS Airlines         | Abuya, Lagos         |
| Kabo Air             | Cairo, Dubái, Jeddah |
| KLM                  | Ámsterdam            |
| Middle East Airlines | Beirut, Kinshasa     |
| Saudia               | Jeddah               |
| Sudan Airways        | Jartoum, Ndjamena    |